# بانسي هو
بانسي كاتلينا هو تشيو كينج (بالصينية: 何超瓊) (وبالصينية: 何超瓊، من مواليد 26 أغسطس 1962) هي سيدة أعمال ومليارديرة من ماكاو.
بانسي-هو هي ابنة رجل الأعمال ستانلي هو من هونغ كونغ، والمدير الإداري لشركات مختلفة أسسها، بما في ذلك شون تاك هولدنجز وسوسييداد دي توريزمو ودايفرز دي ماكاو.

## حياتها المُبكرة وتعليمها
وُلدت بانسي-هو في 26 أغسطس 1962، وهي الكبري بين خمسة أطفال لستانلي هو ولام كينج ين، ولديها ثلاث أخوات وأخ واحد. شقيقتها الثالثة جوزي هو هي مغنية، وشقيقها لورانس هو أيضًا رجل أعمال.
التحقت بانسي-هو بمدرسة كاستيليخا الثانوية للبنات في بالو ألتو بكاليفورنيا ثم التحقت بجامعة سانتا كلارا، وتخرّجت بدرجة البكالوريوس في التسويق والأعمال. التحقت بانسي-هو أيضًا بمدرسة سانت بول في دير كوزواي باي في هونج كونج كجزء من دراستها الثانوية.

## حياتها المهنية
بدأت بانسي-هو حياتها المهنية في صناعة الترفيه في هونغ كونغ، حيث ظهرت مع الممثل داني تشان، الذي دخل ذلك المجال لمدة عامين، في سلسلة معجزات التلفاز (TVB Breakthrough (突破. بدأت بانسي-هو في وقت لاحق وهي في سن الـ 26 شركة العلاقات العامة الخاصة، كما أنها دعمت جهود شقيقتها جوزي هو لبدء مهنتها الغنائية في أوائل التسعينات بسبب اعتراض والدهما.
تمتلك بانسي-هو 29٪ من أسهم إم جي إم ماكاو، وهي جمعية أثارت جدلًا واسعًا حول شريك الأعمال إم جي إم ميراج. عقدت لجنة الترفيه في نيفادا جلسات استماع مكثفة في مارس 2007 بشأن مسألة شراكة إم جي إم مع بانسي-هو، ووجدوا بعد ذلك أنها شريك تجاري مناسب. ومع ذلك، مُنعت بانسي-هو في مارس 2010 من افتتاح شركة للترفيه في نيوجيرسي بسبب قوانين المنظمين في مجال الترفيه في نيوجسرسي، استناداً إلى قانون تنظيم القمار 148 (kui yau yat tiu gui lun)، الذي أفاد أن والدها لديه «علاقة قوية» مع إحدى الجرائم المنظمة، وأمرت إم جي إم ميراج «بفصل أي شراكة تجارية معها».

## نشاطاتها الأخرى
اشغل بانسي-هو منصب رئيسة جمعية رجال الأعمال في ماكاو الفرنسية. منحت جامعة جونسون وويلز في بروفيدنس، رود آيلاند بانسي-هو درجة الدكتوراه الفخرية لإدارة الأعمال في مايو 2007. وفي أبريل 2009، حصلت على توسام الفارس الوطني للدراسات الدينية في احتفال في القنصلية العامة الفرنسية لهونج كونج.

## حياتها الشخصية
تزوجت بانسي-هو جوليان هوى، ابن ملاح البحرية هوى ساي-فان في عام 1991. انفصل الزوجان في عام 2000. بدأ كلا الزوجين في وقت متأخر من الزواج في البحث عن علاقات أخرى. دخلت بانسي-هو في علاقة مع جيلبرت يونغ، ابن منافس والدها في مجال صناعة الترفيه، ألبرت يونغ.سلط اعتقال جيلبرت يونغ بتهمة حيازة مخدرات في أغسطس 2000 في حفلة عيد ميلاد هو، اهتمام وسائل الإعلام غير المرغوب فيه على علاقة بانسي-هو بابنه، كما هددد والدها في تعليقات عدّة إذا تزوجته. أدى ذلك إلى نهاية علاقة هو مع يونغ، وكذلك الإعلان العام عن أنها هي وهوي سيسعيان للحصول على الطلاق.
كما أفادت شعبة نيوجيرسي في مجال الترفيه عن علاقات هو بجرائم منظمة صينية، مستشهدة بلجنة في مجلس الشيوخ الأمريكي وعدة وكالات حكومية، عندما أجرت الدولة تحقيقات في علاقاتها مع شركة إم جي إم ميراج الأمريكية لتشغيل الكازينو. كما ارتبط اسم والدها، ستانلي هو، بعصابة المافيا الصينية في استدعاء قامت به الحكومة الكندية وارتبط اسمها بسبب ذلك "بالعديد من الأنشطة غير القانونية.
خلال الفترة من عام 1999 إلى عام 2002.